# Unxia
Unxia is een kevergeslacht uit de familie van de boktorren (Cerambycidae). De wetenschappelijke naam van het geslacht werd voor het eerst geldig gepubliceerd in 1861 door Thomson.

## Soorten
Unxia omvat de volgende soorten:
- Unxia gracilior (Burmeister, 1865)
- Unxia insignis (Guérin-Méneville, 1844)
- Unxia laeta (Guérin-Méneville, 1844)